# Бецаній-Міч
Бецаній-Міч (рум. Bățanii Mici) — село у повіті Ковасна в Румунії. Входить до складу комуни Бецань.
Село розташоване на відстані 187 км на північ від Бухареста, 27 км на північ від Сфинту-Георге, 50 км на північ від Брашова.

## Населення
За даними перепису населення 2002 року у селі проживали 558 осіб.
Національний склад населення села:
| Національність | Кількість осіб | Відсоток |
| -------------- | -------------- | -------- |
| угорці         | 551            | 98,7%    |
| румуни         | 7              | 1,3%     |

Рідною мовою назвали:
| Мова      | Кількість осіб | Відсоток |
| --------- | -------------- | -------- |
| угорська  | 551            | 98,7%    |
| румунська | 7              | 1,3%     |